# Charles Roesch
Charles Roesch (* 23. Januar 1922 in Lichtenberg (Elsass); † 19. Dezember 2015 in Gap) war ein französischer Tischtennistrainer.

## Laufbahn
Charles Roesch studierte Mathematik und arbeitete nach dem Krieg als Lehrer in Metz. Er befasste sich sehr intensiv mit dem Tischtennisspiel, war aber nie als Wettkampfspieler aktiv. Seine Tätigkeit als Trainer wurde stark vom jugoslawischen Trainer Tibor Harangozo beeinflusst, in dessen Tischtennisschule er auch zwischenzeitlich tätig war.

## Trainer
Als Trainer arbeitete Roesch in verschiedenen Ländern. 1969 wurde er vom französischen Tischtennisverband als Cheftrainer angestellt. In seine Zeit fielen die großen Erfolge von Jacques Secrétin und Claude Bergeret. 1978 wechselte er in die Schweiz und arbeitete mit Erfolg bis 1983 als Schweizer Nationaltrainer. Nach dem Abstieg der deutschen Tischtennis-Herrennationalmannschaft bei der WM 1983 verpflichtete ihn der Deutsche Tischtennis-Bund (DTTB) auf Betreiben des Vorsitzenden Hans Wilhelm Gäb. Bis 1989 war Charles Roesch dort als Cheftrainer tätig. In den ersten Jahren hatten sich noch keine Erfolge eingestellt. Dennoch legte er letztlich den Grundstein für die Aufwärtsentwicklung des deutschen Tischtennissports. Die Gründung des Deutschen Tischtennis-Zentrums 1985 in Duisburg beruhte auf seiner Initiative. Allerdings waren Roeschs Trainingsmethoden und Personalpolitik zuweilen kritisiert worden. Es gab in seiner Amtszeit eine hohe Fluktuation im Kader der Nationalmannschaft, die mit einer Verjüngung begründet wurde. Einige aussortierte Spieler nominierte er später wieder. Die Vorgehensweise wurde verschiedentlich als nicht stringent bewertet. Der Weltmeistertitel von Jörg Roßkopf/Steffen Fetzner im Herrendoppel bei der Weltmeisterschaft 1989 in Dortmund war einer der Höhepunkte seines Schaffens. Danach beendete Charles Roesch seine Tätigkeit für den DTTB und ging in Pension.
1994 wurde er zum Ehrenmitglied des Verbandes Deutscher Tischtennis-Trainer VdTT ernannt.

## Privat
Charles Roesch war verheiratet und hatte zwei Söhne. Nach dem Ende seiner aktiven Tätigkeit lebte er in Carcarennes am Mittelmeer.

„Ein großartiger Fachmann, ein warmherziger Mensch und ein Mann mit Prinzipien“